# Cerkiew Przemienienia Pańskiego w Połocku
Cerkiew Przemienienia Pańskiego w Połocku – prawosławna cerkiew położona w Połocku, w Obwodzie witebskim, na Białorusi. Jej budowa trwała 9 lat, rozpoczęła się w 1152 roku, a zakończyła w 1161 roku. W 2004 roku wraz z Soborem św. Zofii w Połocku została wpisana na listę informacyjną UNESCO.

## Historia
Budowa cerkwi rozpoczęła się w 1152 roku, a zakończyła w 1161 roku. W 1582 roku Stefan Batory przekazał cerkiew zakonowi jezuitów. W 1832 roku cerkiew przeszła pod administrację prawosławną, a od 1990 roku znajduje się w Egzarchacie Białoruskim. W 2004 roku wraz z Soborem św. Zofii w Połocku została wpisana na listę informacyjną UNESCO. W 2015 roku archeolodzy odkryli podziemne galerie oraz narteks. Znajdują się one zaledwie 3 metry pod ziemią. Podczas wykopalisk odnaleziono freski oraz jeden dolar z 1920 roku.